# Уфимський ярус
Уфимський ярус (рос. уфимский ярус, англ. Ufimian, нім. Ufimien n) — нижній ярус верхнього відділу пермської системи. Від назви м. Уфа, Башкортостан (РФ).
Розрізи ярусу знаходяться в бас. ниж. течії р. Білої та її лівих приток в Зах. Башкортостані. Представлений континентальними червоноколірними відкладеннями — вапняками, доломітами, мергелями, глинами, алевролітами, пісковиками. У платформній частині найбільш повні розрізи ярусу потужністю до 200 м розкриті свердловинами. В р-ні Уфи спостерігаються оголення потужністю 60 м.